# Exército Popular de Libertação do Sudão - Nasir
Exército Popular de Libertação do Sudão - Nasir (EPLS-Nasir) foi uma facção dissidente do Exército Popular de Libertação do Sudão (EPLS), um grupo rebelde que lutou na Segunda Guerra Civil Sudanesa. Originalmente criado como uma tentativa da tribo nuer de substituir o líder do Exército Popular de Libertação do Sudão, John Garang, que em agosto de 1991, tornou-se gradualmente cooptado pelo governo. A ruptura de Riek Machar com o Movimento/Exército Popular de Libertação do Sudão levaria o grupo étnico nuer a massacrar a etnia dinka de Garang em Bor no massacre de Bor em 1991. Esta divisão resultou na Convenção Nacional do Novo Sudão de 1994 em Chukudum.
O grupo dissidente obtém seu nome da Declaração de Nasir, o documento escrito pelo grupo antes da sua secessão.